# José López Domínguez
José López Domínguez (Marbella, 29 de noviembre de 1829-Madrid, 17 de octubre de 1911) fue un militar y político español. Ocupó la presidencia del Consejo de Ministros desde el 6 de julio al 30 de noviembre de 1906.

## Biografía
Nació en la ciudad malagueña de Marbella en 1829. Como teniente de artillería tomó parte en el pronunciamiento de Leopoldo O'Donnell en 1854. Perteneció a la comisión militar española que acudió a la guerra de Crimea y participó en una misión en Italia durante la guerra con Austria de 1859. Luchó en la guerra de África, contra el sultán de Marruecos, entre 1859 y 1860, consiguiendo el grado de coronel.
Afiliado al partido moderado de la Unión Liberal, fue elegido diputado a Cortes en varias legislaturas. Pariente del general Serrano, participó con él en la Revolución Gloriosa de septiembre de 1868. Lo acompañó en la batalla de Alcolea, en la que los lealistas de Pavía fueron derrotados y gracias a la cual ascendió al generalato.

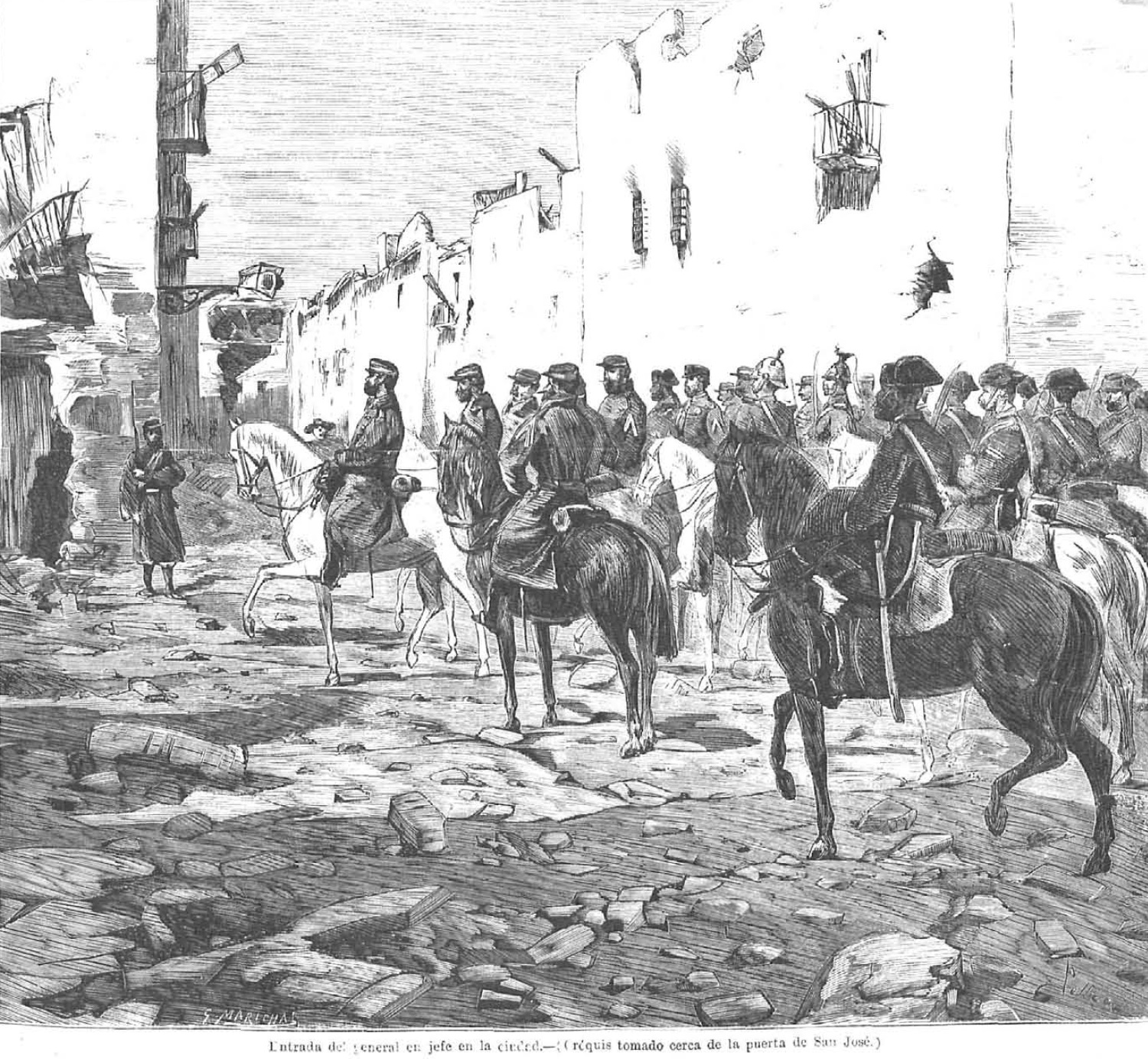
Entrada de López Domínguez en Cartagena, en un grabado de La Ilustración Española y Americana (1874).

Fue diputado en las Cortes Constituyentes de 1869. Constituido el gobierno provisional con Serrano como regente y Prim como presidente del gobierno, fue nombrado subsecretario de la Presidencia, y luego secretario de la Regencia.
En 1871 ascendió a mariscal de campo y Amadeo I lo nombró su ayudante militar. Elegido jefe del ejército del Norte, luchó contra los carlistas en 1873. Ese mismo año Emilio Castelar lo llamó para que sitiara Cartagena, sublevada por los cantonalistas. Una vez rendido el cantón por las disensiones internas de sus jefes, regresó al norte y liberó Bilbao, sitiado por los carlistas. En 1874, tras el golpe de Estado de Pavía, y siendo Serrano el nuevo jefe del poder ejecutivo, fue nombrado capitán general de Cataluña. Con la Restauración borbónica entró en el Partido Liberal Fusionista de Sagasta, separándose de él cuando Serrano fundó el partido de Izquierda Dinástica. Ocupó la cartera de ministro de la Guerra entre octubre de 1883 y enero de 1884, en un gabinete presidido por Posada Herrera.
Diputado por el distrito de Coín entre 1876 y 1893, en 1888 inició una nueva aproximación a Sagasta, siendo de nuevo ministro de la Guerra con él de 1892 a 1895. La llamada guerra de Margallo le benefició con un ascenso a capitán general. Fue miembro del Senado por la provincia de Málaga (1893) y por derecho propio (desde 1894) y llegó a presidir esta cámara (1905-1907).
En julio de 1906 fue finalmente nombrado presidente del Consejo de Ministros en un gabinete apadrinado por Canalejas y los sectores más izquierdistas de los liberales. En el comienzo de su mandato se ocupó inicialmente también de la cartera del Ministerio de la Guerra hasta que se hizo cargo de ella Agustín de Luque y Coca. Combatido duramente por miembros de su propio partido, cuando apenas llevaba cuatro meses en el desempeño del cargo, fue apartado por una maniobra poco honesta de Segismundo Moret. Tras su dimisión vivió apartado de la política, muriendo en Madrid el 17 de octubre de 1911.